# Valentin Boelgakov
Valentin Fjodorovitsj Boelgakov (Russisch: Валентин Фёдорович Булгаков) (Novokoeznetsk, 25 november 1886 – Jasnaja Poljana, 22 september 1966) was de privé-secretaris van schrijver Lev Tolstoj en later diens biograaf.

## Leven en werk
Boelgakov werd geboren als zoon van een ambtenaar, ging naar het gymnasium, deed al vroeg journalistiek werk en studeerde begin 1910 af in de historische filologie aan de Universiteit van Moskou. Direct daarop volgend werd hij privé-secretaris van Lev Tolstoj, in wat later diens laatste levensjaar bleek te zijn.  Hij stelde zijn herinneringen in 1911 op schrift onder de titel Het laatste levensjaar van L.N. Tolstoj (in Nederland verschenen bij Uitgeverij De Arbeiderspers in de reeks Privé-domein).
Boelgakov speelde ook na Tolstojs dood nog lange tijd een vooraanstaande rol in de Tolstoj-beweging. Hij was actief in de pacifistische beweging tijdens de Eerste Wereldoorlog. Tijdens de Russische Burgeroorlog was hij actief in de "Pomgol", een hulpcomité dat actief was tijdens de Russische hongersnood van 1921.
In 1923 werd Boelgakov gedwongen te emigreren naar het buitenland en vestigde zich in Praag. Daar schreef hij in de jaren dertig onder meer nog een boek over de Russische emigratie en hield veel lezingen. In 1948 werd hem toegestaan terug te keren naar de Sovjet-Unie, waar hij tot aan het einde van zijn leven hoofd van het Tolstoj-museum werd, op Jasnaja Poljana, het landgoed van Tolstoj. Daar overleed hij in 1966 op tachtigjarige leeftijd.

## In populaire cultuur
- Valentin Boelgakov is een van de hoofdpersonages (gespeeld door James McAvoy) in “The Last Station”, een film over het laatste levensjaar van Tolstoj, naar een biografie van de Amerikaanse schrijver Jay Parini welke weer deels gebaseerd is op de memoires van Boelgakov .

- Biblioteca Nacional de España: XX1048558
- Bibliothèque nationale de France: cb12172535k (data)
- Digitale Bibliotheek voor de Nederlandse Letteren: boel045
- Gemeinsame Normdatei: 119217287
- International Standard Name Identifier: 0000 0001 0913 736X
- Library of Congress Control Number: nr90001352
- Nationale Bibliotheek van Letland: 000306747
- Nationale Bibliotheek van Tsjechië: jn20020129006
- Nationale Bibliotheek van Israël: 987007306406605171
- Nederlandse Thesaurus van Auteursnamen: 067830439
- Istituto Centrale per il Catalogo Unico: MILV016470
- LIBRIS: 308965
- Système universitaire de documentation: 030274303
- Virtual International Authority File: 71432133
- WorldCat: E39PBJh4vJxTYcr4r4PxFP7PwC